# NGC 2823
NGC 2823 ist eine Balken-Spiralgalaxie vom Hubble-Typ SBa im Sternbild Luchs am Nordsternhimmel. Sie ist schätzungsweise 317 Millionen Lichtjahre von der Milchstraße entfernt und hat einen Durchmesser von etwa 85.000 Lj.
Im selben Himmelsareal befinden sich die Galaxien NGC 2825, NGC 2827, NGC 2828, NGC 2833.
Das Objekt wurde am 13. März 1850 von George Johnstone Stoney entdeckt.